# Ágnes Czine
Ágnes Czine (* 11. August 1958 in Tiszalök) ist eine ungarische Juristin. Seit 2014 ist sie Richterin am Verfassungsgericht von Ungarn.

## Leben und Wirken
Czine studierte Rechts- und Politikwissenschaften an der Eötvös-Loránd-Universität, wo sie 1981 ihren Abschluss machte. Ab Juli 1984 arbeitete sie als Richterin am Zentralbezirksgericht von Pest, später am Gericht in Budakörnyék. 1994 wurde sie zur Präsidentin des Bezirksgerichts von Budakörnyék ernannt, bevor sie 1999 als Vorsitzende des Komitatsgerichts zurück nach Pest kehrte. Im April 2003 wurde sie zur Vorsitzenden der Strafkammer des Berufungsgerichts Budapest ernannt. 2011 erhielt sie die Goldmedaille des Andor-Juhász-Preises. 2012 wurde sie in Budapest mit einer strafrechtlichen Arbeit über Menschenhandel als Form der organisierten Kriminalität summa cum laude zur Dr. iur. promoviert. AM 15. November 2014 wurde sie von der ungarischen Nationalversammlung zur Richterin am Verfassungsgericht von Ungarn gewählt, wo sie seitdem tätig ist.
Neben ihrer forensischen Tätigkeit engagierte Czine sich in der Lehre und war als Dozentin für Strafprozessrecht und materielles Strafrecht an der Fakultät für Politikwissenschaft und Recht der Károli-Gáspár-Universität der Reformierten Kirche tätig. 2013 wurde sie zur Assistenzprofessorin, 2015 zur außerordentlichen Professorin und nach ihrer Habilitation 2020 im Jahr 2021 schließlich zur Universitätsprofessorin ernannt. 2020 wurde sie zur kommissarischen Rektorin der Károli-Gáspár-Universität gewählt und 2021 in diesem Amt bestätigt. Daneben war sie als Dozentin für Strafrecht und Strafprozessrecht an der Katholischen Péter-Pázmány-Universität und für internationale strafrechtliche Zusammenarbeit an der Deutschen Richterakademie tätig. Ihre Forschungsschwerpunkte lagen im Bereich des Strafprozessrechts und hier vor allem bei den Zwangsmitteln, der internationalen Zusammenarbeit, der Durchsetzung von Menschenrechten und dem Recht auf ein faires Verfahren sowie allgemein im Bereich der Organisierten Kriminalität.
Bis zu ihrer Wahl zur Verfassungsrichterin war sie darüber hinaus als ungarische Verbindungsperson des Europäischen Justiziellen Netzes und der ungarische Vertreter der Europäischen Kommission für die Effizienz der Justiz (CEPEJ) tätig. Seit 2016 ist sie Mitglied der Ungarischen Akademie der Wissenschaften.
Czine ist Mutter von zwei Kindern.